# Bergisches Land

Położenie regionu na tle Niemiec

Bergisches Land – region w zachodnich Niemczech, w kraju związkowym Nadrenia Północna-Westfalia, położony pomiędzy Renem (na zachodzie), Ruhrą (na północy), rzeką Sieg (na południu) a wyżyną Sauerland (na wschodzie), na obrzeżu Reńskich Gór Łupkowych, na terenie zajmowanym w przeszłości przez Księstwo Bergu.
Teren ten zajmują niskie góry (do około 500 m n.p.m.), w dużej części zalesione, z gęstą siecią rzeczną (m.in. Wupper, Agger). Znaczną część regionu zajmuje park krajobrazowy Bergisches Land.
Od XIX wieku rozwinął się tu przemysł (główne ośrodki – Wuppertal, Solingen, Remscheid).